# Milnesium dujiangensis
Milnesium dujiangensis är en djurart som tillhör fylumet trögkrypare, och som beskrevs av Yang 2003. Milnesium dujiangensis ingår i släktet Milnesium, och familjen Milnesiidae. Inga underarter finns listade i Catalogue of Life.